# Christiane Ziegler
Christiane Ziegler (* 3. Mai 1942 in L’Isle-sur-la-Sorgue) ist eine französische Ägyptologin.
Ziegler studierte zunächst am Institut d’études politiques de Paris und dann an der Sorbonne in Paris, wo sie in Ägyptologie promoviert wurde. Nach ihrem Studium war sie zunächst als Lehrerin tätig und arbeitete seit 1972 an der ägyptischen Abteilung des Louvre in Paris, deren Leiterin sie von 1993 bis zur Pensionierung im Mai 2007 war. Daneben lehrte sie als Professorin für ägyptische Archäologie an der École du Louvre. Ab 1991 begann sie ihre archäologischen Forschungen in Sakkara. Sie schrieb als Autorin mehrere Bücher über die Geschichte Ägyptens, das ägyptische Kunsthandwerk und Nubien.
2008 wurde Ziegler Offizier der Ehrenlegion, 2011 erhielt sie den Ordre national du Mérite. Seit 1994 ist sie korrespondierendes Mitglied des Deutschen Archäologischen Instituts.

## Veröffentlichungen (Auswahl)
- mit Hervé Champollion, Diane Harlé, L'Égypte de Jean-François Champollion – Lettres et journaux de voyage  Jean Paul Mengès – 1989
- mit Christophe Barbotin, Marie-Hélène Rutschowscaya, Le Louvre : les antiquités égyptiennes,  Scala – 1990
- Le mastaba d'Akhethetep : Une chapelle funéraire de l'Ancien Empire, Réunion des Musées Nationaux – 1993
- mit Jean-Marcel Humbert und Michael Pantazzi, Égyptomania : L'Égypte dans l'art occidental, 1730–1930, Réunion des Musées Nationaux – 1994
- mit Guillemette Andreu, Marie-Hélène Rutschowscaya, L'Égypte ancienne au Louvre, Hachette Littérature – 1997
- Les statues égyptiennes de l'Ancien Empire, Réunion des Musées Nationaux – 1997
- L'art de l'Ancien Empire égyptien : Actes du colloque organisé au musée du Louvre par le Service culturel les 3 et 4 avril 1998, La Documentation Française – 1999
- mit Jean-Pierre Adam, Les pyramides d'Égypte, Hachette Littérature – 1999
- gemeinsam mit Jean-Luc Bovot, Art et archéologie : L'Égypte ancienne, Réunion des Musées Nationaux – 2001
- Les Pharaons,  Flammarion – 2002
- Le Scribe "accroupi", aux éditions Réunion des Musées Nationaux – 2002
- ´ mit Annie Gasse, Les stèles d'Horus sur les crocodiles, Réunion des Musées Nationaux – 2004
- mit Jean-Luc Bovot, L'art égyptien Larousse – 2004
- Pharaon,  Flammarion – 2004
- mit Hervé Champollion, L'Égypte : Lettres et journaux du voyage (1828–1829) par Jean-François Champollion, Lodi – 2005
- Le Mastaba d'Akhethetep. Fouilles du Louvre à Saqqara – Peeters, Louvain 2007

## Belege
1. ↑  DAI - Mitglieder. Abgerufen am 21. Juni 2025.

| Personendaten    | Personendaten                    |
| ---------------- | -------------------------------- |
| NAME             | Ziegler, Christiane              |
| KURZBESCHREIBUNG | französische Ägyptologin         |
| GEBURTSDATUM     | 3. Mai 1942                      |
| GEBURTSORT       | L’Isle-sur-la-Sorgue, Frankreich |